# Alamo Bowl 2018
Match précédent Match suivant
L'Alamo Bowl 2018 est un match de football américain de niveau universitaire joué après la saison régulière de 2018, le 28 décembre 2018 à l'Alamodome de San Antonio dans l'État du Texas aux États-Unis.
Il s'agit de la 26e édition de l'Alamo Bowl.
Le match met en présence l'équipe des Cyclones d'Iowa State issue de la Big 12 Conference et l’équipe des Cougars de Washington State issue de la Pacific-12 Conference.
Il débute à 20 h 5, heure locale et est retransmis à la télévision par ESPN.
Sponsorisé par la société Valero Energy, le match est officiellement dénommé le Valero Alamo Bowl 2018.
Washington State gagne le match sur le score de 28 à 26.

## Présentation du match
| Équipes                                                                                              | Conférences | Entraîneurs        | Stats. saison rég. | Classements avant le bowl CFP-AP-Coaches |
| --- | ----------- | ------------------ | ------------------ | ---------------------------------------- |
| Cyclones d'Iowa state                                                                                | B12         | Matt Campbell (en) | 8 - 4              | no 24 - no 25 - NC                       |
| Cougars de Washington State                                                                          | Aac-12      | Mike Leach (en)    | 10 - 2             | no 13 - no 12 - no 13                    |
| Arbitre : John O’Neill (Big Ten) Équipe donnée favorite par les bookmakers : Washington State par 3½ |             |                    |                    |                                          |

Il s'agit de la 1re première rencontre entre ces deux équipes.

### Cyclones d'Iowa state
Avec un bilan global en saison régulière de 8 victoires et 4 défaites (6-3 en matchs de conférence), Iowa state est éligible et accepte l'invitation pour participer à l'Alamo Bowl de 2018.
Ils terminent 3e de la Big 12 Conference derrière no 3 Oklahoma et no 9 Texas.
À l'issue de la saison 2018 (bowl non compris), ils se trouvent classés no 24 au classement CFP, classés no 25 au classement AP et non classés au classement Coaches.
À l'issue de la saison 2018 (bowl compris), ils ne sont plus repris dans les classements AP et Coaches, le classement CFP n'étant pas republié après les bowls.
Il s'agit de leur première apparition à l'Alamo Bowl.
| Postes      | Joueurs          | Statistiques                                                      |
| ----------- | ---------------- | ----------------------------------------------------------------- |
| Quarterback | Brock Purdy      | 128/193 passes réussies pour 1 935 yards, 16 TDs, 5 interceptions |
| Coureur     | David Montgomery | 231 courses pour 1 092 nets gagnés et 12 TDs                      |
| Receveur    | Hakeem Butler    | 51 réceptions pour 1 126 yards et 9 TDs                           |

### Cougars de Washington State
Avec un bilan global en saison régulière de 10 victoires et 2 défaites (7-2 en matchs de conférence), Washington State est éligible et accepte l'invitation pour participer à l'Alamo Bowl de 2018.
Ils terminent 2e de la North Division de la Pacific-12 Conference derrière no 13 Washington.
À l'issue de la saison 2018 (bowl non compris), ils seront repris no 13 aux classements CFP et Coaches et no 12 au classement AP.
À l'issue de la saison 2018 (bowl compris), ils sont repris no 10 aux classements AP et Coaches, le classement CFP n'étant pas republié après les bowls.
Il s'agit de leur 2e participation à l'Alamo Bowl :
| Dates            | Saisons | Adversaires     | Scores  | Résultats |
| ---------------- | ------- | --------------- | ------- | --------- |
| 31 décembre 1994 | 1994    | Bears de Baylor | 10 - 03 | V : 1 - 0 |

| Postes      | Joueurs         | Statistiques                                                      |
| ----------- | --------------- | ----------------------------------------------------------------- |
| Quarterback | Gardner Minshew | 433/613 passes réussies pour 4 480 yards, 36 TDs, 9 interceptions |
| Coureur     | James Williams  | 119 courses pour 549 yards nets gagnés et 12 TDs                  |
| Receveur    | Dezmond Patmon  | 55 réceptions pour 740 yards et 4 TDs                             |

## Résumé du match
Résumé et photo sur la page du site francophone The Blue Pennant.
Début du match à 20 h 05, fin à 23 h 38 pour une durée totale de jeu de 3 h 33 min, températures de 22 °C, joué en stade fermé.
| QT          | Temps       | Drive       | Drive       | Drive       | Équipe      | Description de l'action | Score  | Score  |
| ----------- | ----------- | ----------- | ----------- | ----------- | ----------- | --- | ------ | ------ |
| QT          | Temps       | Jeux        | Yards       | TDP         | Équipe      | Description de l'action | IOW St | WAS St |
| 1           | 06:55       | 3           | 20          | 00:53       | WAS St      | TD de 22 yards par WR@wide receiver Bell Renard après réception d'une passe de QB Minshew Gardner + 1 point de conversion par K Mazza Blake | 0      | 7      |
| 2           | 06:08       | 13          | 88          | 05:55       | WAS St      | TD à la suite d'une course de 7 yards par QB Minshew Gardner + 1 point de conversion par K Mazza Blake                                      | 0      | 14     |
| 2           | 04:26       | 4           | 69          | 01:42       | IOW St      | TD à la suite d'une course de 9 yards par QB Purdy Brock + 1 point de conversion par K Assalley C.                                          | 7      | 14     |
| 2           | 01:02       | 8           | 54          | 03:24       | WAS St      | TD de 9 yards par WR Patmon Dezmon après réception d'une passe de QB Minshew Gardner + 1 point de conversion par K Mazza, Blake             | 7      | 21     |
| 2           | 00:00       | 5           | 42          | 01:02       | IOW St      | FG de 50 yards par K Assalley C. | 10     | 21     |
| 3           | 12:11       | 7           | 73          | 02:49       | IOW St      | TD à la suite d'une course de 8 yards par RB Montgomery David + 1 point de conversion par K Assalley C.                                     | 17     | 21     |
| 3           | 01:04       | 14          | 74          | 06:36       | IOW St      | FG de 23 yards par K Assalley C. | 20     | 21     |
| 4           | 10:24       | 4           | 30          | 00:53       | WAS St      | TD à la suite d'une course de 10 yards par RB Borghi Max + 1 point de conversion par K Mazza Blake                                          | 20     | 28     |
| 4           | 04:02       | 5           | 74          | 02:46       | IOW St      | TD à la suite d'une course d'1 yard par RB Purdy Brock mais la tentative de conversion à 2 points par une passe échoue                      | 26     | 28     |
| Score final | Score final | Score final | Score final | Score final | Score final | Score final | 26     | 28     |

## Statistiques
| Système | Nom             | Équipe           | Poste |
| ------- | --------------- | ---------------- | ----- |
| Attaque | Gardner Minshew | Washington State | QB    |
| Défense | Peyton Pelluer  | Washington State | LB    |

| Statistiques                           | IOW ST                                                | WAS ST                                               |
| -------------------------------------- | ----------------------------------------------------- | ---------------------------------------------------- |
| 1er down                               | 22                                                    | 19                                                   |
| 1er down à la course                   | 11                                                    | 2                                                    |
| 1er down à la passe                    | 10                                                    | 15                                                   |
| 1er down suite pénalité                | 1                                                     | 2                                                    |
| Conversion de 3e down                  | 3/10                                                  | 4/11                                                 |
| Conversion de 4e down                  | 1/1                                                   | 0/0                                                  |
| Jeux–yards                             | 66 jeux pour 515 yards                                | 66 jeux pour 327 yards                               |
| Yards à la course                      | 39 courses pour 200 yards moyenne de 5,1 yards/course | 17 courses pour 28 yards moyenne de 1,6 yards/course |
| Yards à la passe                       | 315                                                   | 299                                                  |
| Passes : Réussies-Tentées-Interceptées | 18/27 passes complétées, 2 interceptions              | 35/49 passes complétées, 0 interception              |
| Réussite en zone rouge/chances         | 4/4                                                   | 4/4                                                  |
| TD                                     | 3                                                     | 4                                                    |
| Field Goals                            | 2/3                                                   | 0/0                                                  |
| Sacks (Nombre-Yards)                   | 2 pour 7 yards adverses perdus                        | 3 pour 15 yards adverses perdus                      |
| Fumbles (Nombre/Perdus)                | 1/1                                                   | 1/1                                                  |
| Pénalités (Nombre/Yards perdus)        | 10 pour 63 yards perdus                               | 6 pour 65 yards perdus                               |
| Temps de possession                    | 29:33                                                 | 30:27                                                |

| Iowa State       | Quarterbacks        | Purdy, Brock      | 18/27 passes complétées, 315 yards, 2 interception, 0 TD, 3 sacks subis    |
| Iowa State       | Meilleurs coureurs  | Montgomery, David | 26 courses pour 124 yards nets gagnés, 1 TD, moyenne de 4,8 yards/course   |
| Iowa State       | Meilleurs receveurs | Butler, Hakeem    | 9 réceptions pour 192 yards gagnés, 0 TD                                   |
| Iowa State       | Meilleurs tacklers  | Spears, Marcel    | 9 tacles dont 6 en solo, 1½ TFL (3 yards), ½ sack (2 yards)                |
| Washington State | Quarterbacks        | Gardner Minshew   | 35/49 passes complétées, 299 yards, 0 interception, 2 TDs, 2 sacks subis   |
| Washington State | Meilleurs coureurs  | Gardner Minshew   | 6 courses pour 16 yards nets gagnés, 1 TD, moyenne de 2 yards/course       |
| Washington State | Meilleurs receveurs | Patmon, Dezmon    | 6 réceptions pour 76 yards gagnés, 1 TD                                    |
| Washington State | Meilleurs tacklers  | Pelluer, Peyton   | 11 tacles dont 7 en solo, 1½ TFL (4 yards), 1 sack (3 yards), 1 FF et 1 FR |